# Erzu Grozny
Erzu Grozny (ros. Футбольный клуб «Эрзу» Грозный, Futbolnyj Kłub "Erzu" Groznyj) – rosyjski klub piłkarski z siedzibą w Groznym, działający w latach 1992–1994.
W Mistrzostwach Rosji debiutował w Drugiej Lidze, strefie 1. Zajął 1. miejsce i awansował do Pierwszej Ligi, strefy zachodniej, w której występował dwa sezony. Po zakończeniu sezonu 1994 został rozwiązany.

## Sukcesy
- Rosyjska Pierwsza Liga, grupa zachodnia:
  - 3. miejsce: 1993